# Nowe Banowo
Nowe Banowo (deutsch Neu Bahnau) war ein Ort in der polnischen Woiwodschaft Ermland-Masuren innerhalb der Landgemeinde Braniewo (Braunsberg) im Powiat Braniewski (Kreis Braunsberg). Bis 1945 gehörte der Ort zum Kreis Heiligenbeil in Ostpreußen.

## Geographische Lage
Die Ortsstelle von Nowe Banowo resp. Neu Bahnau liegt am Westufer der Bahnau (polnisch Banówka) im Nordwesten der Woiwodschaft Ermland-Masuren, sieben Kilometer südlich der früheren und heute auf russischem Staatsgebiet gelegenen Kreisstadt Heiligenbeil (russisch Mamonowo) bzw. acht Kilometer östlich der heutigen Kreismetropole Braniewo (deutsch Braunsberg).

## Geschichte
Gründungsjahr von Neubahnau, das erst seit etwa 1900 Neu Bahnau geschrieben wurde, ist das Jahr 1677. Der Ort bestand aus ein paar kleinen Gehöften. 1874 wurde Neubahnau als Landgemeinde in den neu errichteten Amtsbezirk Waltersdorf (polnisch Pęciszweo) im ostpreußischen Kreis Heiligenbeil im Regierungsbezirk Königsberg aufgenommen. 15 Einwohner zählte Neu Bahnau im Jahre 1910.
Am 30. September 1928 verlor Neu Bahnau seine Eigenständigkeit, als es sich mit den Nachbarorten Heidenhof (polnisch Wrzosek), Kleinwalde (polnisch Borek, dann Kolonia Wilki), Preuschhof (Prusowo) und Rosenhof (Różanka) zur neuen Landgemeinde Kleinwalde zusammenschloss.
In Kriegsfolge kam Neu Bahnau 1945 mit dem gesamten südlichen Ostpreußen zu Polen. Es erhielt die polnische Namensform „Nowe Banowo“, wurde allerdings schon bald nicht mehr offiziell geführt. Als „verlorener Ort“ gilt er heute als untergegangen. Die Ortsstelle befindet sich jetzt im Gebiet der Gmina Braniewo im Powiat Braniewski, von 1975 bis 1998 der Woiwodschaft Elbląg, seither der Woiwodschaft Ermland-Masuren zugehörig.

## Religion
Neu Bahnau war bis 1945 in die evangelische Kirche Waltersdorf (polnisch Pęciszewo) in der Kirchenprovinz Ostpreußen der Kirche der Altpreußischen Union eingegliedert. Seitens der römisch-katholischen Kirche gehörte Neu Bahnau zur Pfarrei in Heiligenbeil (russisch Mamonowo) im damaligen Bistum Ermland.

## Verkehr
Die Ortsstelle von Neu Bahnau resp. Nowe Banowo ist von der Ortsstelle Kolonia Wilki (Kleinwalde) aus auf Landwegen zu erreichen.